# Maison de la culture Vuk Karadžić à Loznica
La maison de la culture Vuk Karadžić à Loznica (en serbe cyrillique : Дом културе Вук Караџић у Лозници ; en serbe latin : Dom kulture Vuk Karadžić u Loznici) se trouve à Loznica, dans le district de Mačva, en Serbie. Elle est inscrite sur la liste des monuments culturels protégés de la république de Serbie (identifiant no SK 957),.

## Présentation

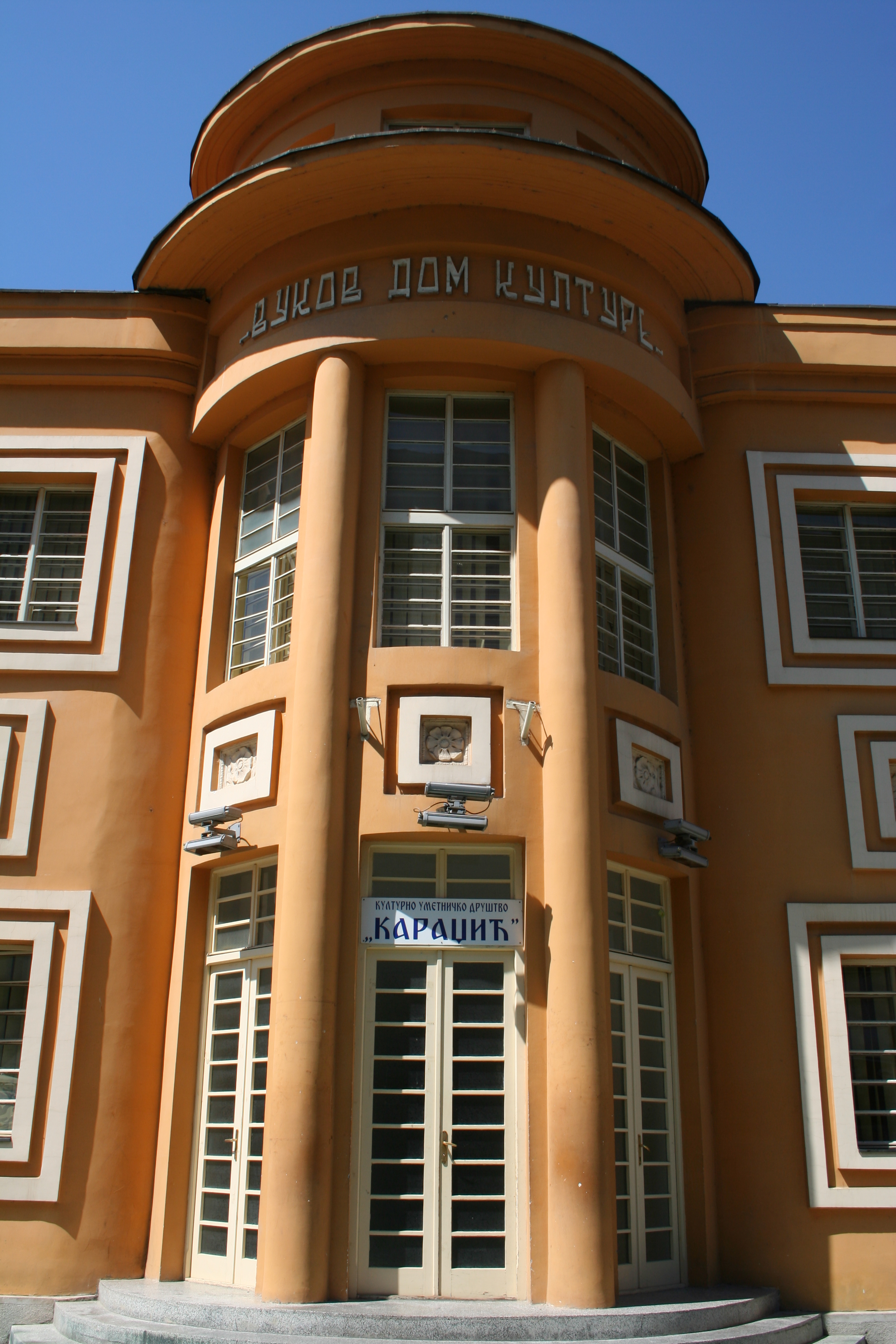
Détail de la façade.

La maison a été achevée le 7 novembre 1937, jour elle a été inaugurée et remise à la Société éducative Vuk Karadžić ; cette société culturelle, créée en 1868 par le prêtre Ignjatije (Ignjat Vasić), était alors la plus ancienne de la région du Jadar. On y trouvait une salle de lecture avec une bibliothèque, un théâtre et une chorale.
La façade principale est organisée symétriquement autour d'une grande avancée centrale demi-circulaire qui dispose de trois hauts portails vitrés ; au rez-de-chaussée comme à l'étage, de part et d'autre de l'avancée centrale, les fenêtres sont regroupées deux à deux dans un cadre rectangulaire ; entre le rez-de-chaussée et l'étage se trouvent également des cadres rectangulaires incluant des motifs floraux ; ces cadres décoratifs sont reliés à ceux qui entourent les fenêtres. Des pilastres rythment la façade sur toute sa hauteur.

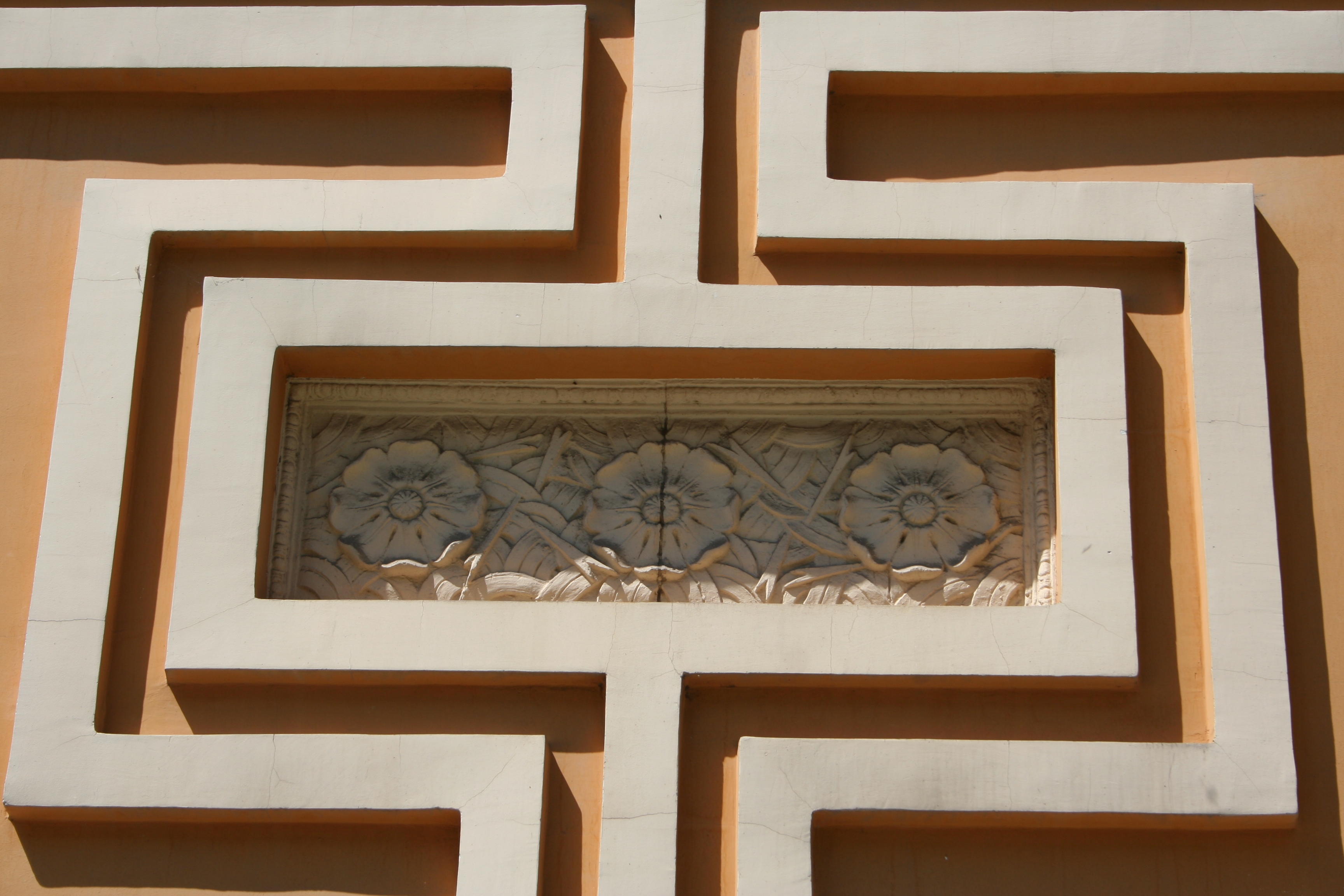
Détail de la décoration.